# Чіскас
Чіскас (ісп. Chiscas) — місто й муніципалітет у колумбійській провінції Ґутьєррес (департамент Бояка).